# Obeidia maxima
Obeidia maxima är en fjärilsart som beskrevs av Inoue 1986. Obeidia maxima ingår i släktet Obeidia och familjen mätare. Inga underarter finns listade i Catalogue of Life.